# Conrad von Mederer
Conrad von Mederer, voller Name Conrad Mederer von Mederer Edler von Wuthwehr, (* 21. November 1781 in Freiburg im Breisgau; † 18. August 1840 in Rohitsch-Sauerbrunn) war ein österreichischer Generalfeldwachtmeister.

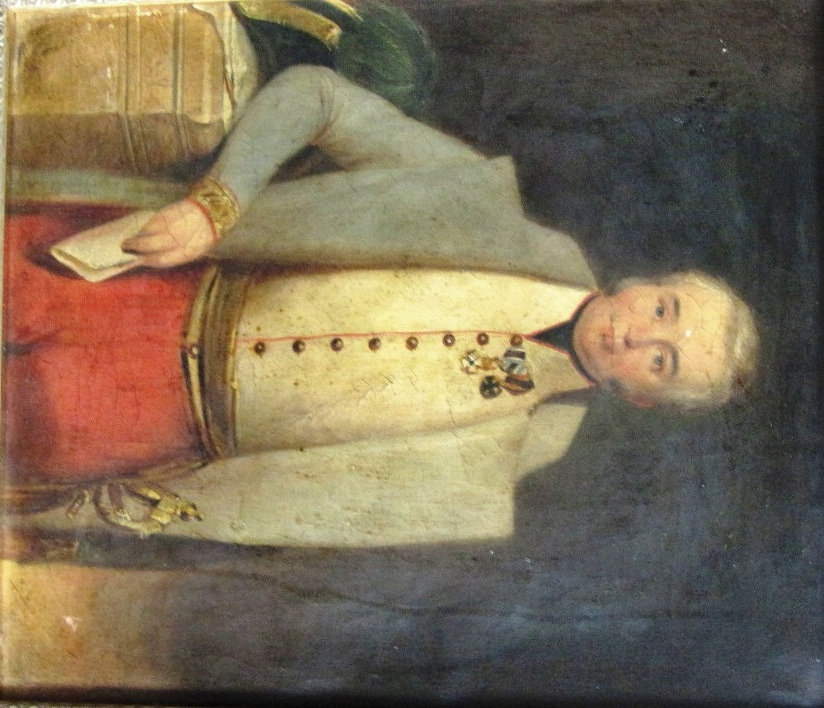
Conrad von Mederer mit dem Max-Joseph-Orden

## Herkunft
Die Familie Mederer stammte aus der bayerischen Oberpfalz. Der Großvater Conrad Johann Mederer (1685–1760), ging als Zuckerbäcker nach Wien. Sein Vater, der Militärarzt Matthäus Mederer (1739–1805) beschäftigte sich u. a. intensiv mit der Bekämpfung von Tollwut, weshalb ihn Kaiser Joseph II. 1789, mit dem Prädikat „Edler von Wuthwehr“, in den erblichen Adelsstand erhob.
Conrad von Mederer war der Sohn des genannten Militärarztes Matthäus von Mederer und seiner Gattin Maria Franziska geb. Strobel (1752–1803), Tochter des Freiburger Medizinprofessors Philipp Joseph Strobel (1705–1769). Der Geburtsort Freiburg/Breisgau gehörte in jener Zeit zu Vorderösterreich.

## Leben

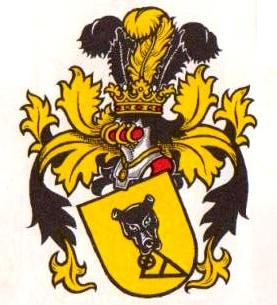
Wappen der Adelsfamilie Mederer von Mederer, Edle von Wuthwehr

1795 trat Mederer als Fähnrich in die Österreichische Armee ein. Im Ersten Koalitionskrieg nahm er 1796 am Gefecht von Hüningen teil, im Zweiten Koalitionskrieg an den Schlachten von Stockach (1799), Meßkirch (1800) und Hohenlinden. 1803 zum Hauptmann befördert, kämpfte Conrad von Mederer 1805 in der Schlacht bei Austerlitz, 1809 bei Regensburg, Aspern und Wagram. Für die Gefechte an der  Kinzigbrücke, während der Schlacht bei Hanau, am 31. Oktober 1813, erhielt Mederer das Ritterkreuz des Militär-Max-Joseph-Ordens, die höchste bayerische Tapferkeitsauszeichnung. Darüber sagte der Oberkommandierende und spätere Feldmarschall Carl Philipp von Wrede folgendes aus:

„Als bei der Bestürmung der Kinziger Brücke am 31. Oktober 1813, welche der gedachte Herr Hauptmann mit so vieler Anstrengung unterstützte, der Feind auf der Straße nach Frankfurt zurückgeworfen wurde, hierdurch aber in der Hitze des Verfolgens die ganze linke Flanke unbedeckt blieb, so benützte er seine Stellung in derselben durch einen Angriff zu einer Coupirung unserer schon weit hinausgerückten Truppen. In diesem kritischen Augenblicke riß der Herr Hauptmann Conrad von Mederer seine Kompagnie, ohne hierzu erhaltenen Auftrag, von der Kolonne los, griff mit solcher Heftigkeit den beinahe bis in den Rücken vorgedrungenen, überlegenen Feind an, daß er gänzlich aus der Flanke wieder zurückgeschlagen wurde. Da es nicht zu leugnen ist, daß hierdurch die auf der Straße vorgewesenen Truppen von der Gefangenschaft gerettet wurden, die That aber selbst einen schnellen militärischen Überblick und Entschluß erforderte, auch nur mit der angestrengtesten Tapferkeit ausgeführt werden konnte, so versetzen diese Umstände dieselbe in die Reihe der schönsten militärischen Auszeichnungen vor dem Feinde.“

1820 avancierte Mederer zum Major und nahm 1821 am Feldzug gegen Neapel teil. 1830 wurde er Oberstleutnant und Bataillonskommandeur, am 26. Juli 1832 Oberst und Kommandeur des 29. k.k. Infanterie-Regiments „Herzog Wilhelm von Nassau“ in Österreichisch-Schlesien. Mit Datum vom 13. August 1839 beförderte man ihn zum Generalfeldwachtmeister (Generalmajor) und Brigadier in Klausenburg, 1840 wechselt er in gleicher Eigenschaft nach Zagreb. Noch im gleichen Jahr starb Conrad von Mederer unerwartet an einem Schlaganfall in der slowenischen Kurstadt Sauerbrunn. Er hatte seinem Vaterland Österreich während 24 Dienstjahren in mehr als 40 Schlachten und Gefechten gedient.

## Familie
Conrad von Mederer heiratete am 21. September 1822 Clara Moese von Nollendorf. Das Paar hatte mehrere Kinder:
- Conrad (1823–1890), k. k. Feldmarschall-Lieutenant

⚭ 1850 Gabriele Anna Thomas († 15. November 1865)
⚭ 1868 Amalie Thomas verwitwete Gödel
- Justine Marie (* 22. September 1824) ⚭ 1847 Dr. Emerich von Suhay, Hofrat und Richter am königlich ungarischen Obersten Gerichtshof
- Mathilde Emilie Marie Josefine Johanna Anna Veronika (* 4. Februar 1831; † 14. September 1854)
- Karoline Boromea Marie Rosalia Amalie Josefine (* 4. September 1833) ⚭ 21. November 1857 mit Freiherr Karl Guretzky-Kornitz und Gureck (* 11. Januar 1829; † 7. April 1866) k.k. Kämmerer und Hauptmann[4]
- Flora Josefine Johanna Marie Philippine (* 1. Mai 1835; † 3. August 1835)
- Marie Anna Ottilie Clara (* 11. Dezember 1836)

⚭ 30. Oktober 1859  Wilhelm Muttwill († 4. April 1870), k.k. Hauptmann
⚭ Februar 1876 Gustav von Schwerenfeld, k.k Hauptmann